# بين ويلسون (متسابق دراجات نارية)
بين ويلسون (بالإنجليزية: Ben Wilson)‏ هو متسابق دراجات نارية بريطاني، ولد في 31 مارس 1982 في بوسطن في المملكة المتحدة.